# Кьопоолу
Кьо́поолу (болг. Кьопоолу, тур. Köpoğlu) — овощное блюдо болгарской и турецкой кухни. В ряде регионов Болгарии рецепт называется «зелёной икрой» (болг. зелен хайвер), имеет давнюю историю и передаётся из поколения в поколение.
Готовят блюдо из баклажанов, которые предварительно очищают от кожуры и запекают в печи, духовом шкафу или на открытых углях. После этого их перетирают в ступке с чесноком и оливковым маслом (сейчас измельчение происходит, главным образом, при помощи блендеров). В качестве дополнительных компонентов могут быть использованы сладкий перец и томаты. В этом главное отличие кьопоолу от сербского блюда айвар, где главный ингредиент — перец, а баклажан лишь допустимая добавка. Прочими вкусовыми составляющими (в зависимости от региона) служат соль, петрушка, орехи, винный уксус, лимонная кислота и так далее. Употребляют в качестве закуски, гарнира, основного блюда с хлебом, а также консервируют на зиму.
В соответствии со словарём слово кьопоолу — турецкого происхождения и означает «сукин сын». Связь между этим значением и кулинарным блюдом неизвестна. Существует версия, что в семействе паслёновых известно растение Паслён чёрный или тур. Köpek üzümü, что в переводе с турецкого — «собачий виноград». Из-за высокого содержания алкалоидов его плоды обладают горьким вкусом, несколько схожим с горчинкой баклажанов. Вероятно, что эти ягоды дали «собачье» название блюду.
Второе название «зелен хайвер» связано с народным выражением «пращам за зелен хайвер» (≈ рус. послать за зелёной икрой) и употребляется в отношении мошенника, обманщика. Вероятный русский аналог понятия — «шарашкина контора».